# 韩亚金融集团
韩亚金融集团（Hana Financial Group Inc.）是韩国金融专业企业集团，于2005年12月1日成立，总部设在首尔。

## 历史
- 1982年：金星投资金融成立
- 1991年7月：韩亚银行成立
- 1998年6月：韩亚银行收购忠清银行
- 2002年12月：收购汉城银行
- 2003年2月：韩亚人寿保险公司成立
- 2005年5月：大韩投资证券，大韩投资信托公司收购
- 2005年12月：韩亚金融集团成立
- 2009年11月：韩亚信用卡公司成立
- 2010 年 2 月：韩亚信用卡更名为韩亚SK信用卡
- 2012年1月：韩国外汇银行子公司
- 2012年2月：哈纳储蓄银行成立
- 2014年9月：外换银行信用卡部门独立为外换信用卡公司
- 2014年12月：外换信用卡与韩亚SK信用卡合并为韩亚信用卡
- 2015年9月：韩国外换银行韩亚银行合并，KEB韩亚银行成立，韩亚达图证券变更为韩亚金融投资
- 2016年8月：韩亚金融投资与韩亚期货合并
- 2016 年 10 月：BNB韩亚银行变更为韩亚美国
- 2017年5月：将计算中心迁至仁川广域市西昌拉东昌拉国际城
- 2017年7月：韩亚金融管理学院将业务转让给KEB韩亚银行
- 2017年11月：韩亚资产管理公司更名为韩亚达图投资资产管理公司
- 2018年2月：哈纳资本成立
- 2018年10月：哈纳风险投资成立
- 2019年12月：哈纳金融公司全资子公司
- 2020 年 2 月：KEB韩亚银行变更为韩亚银行
- 2020年6月：韩亚财产保险成立